# Lesson XX
Lesson XX (レッスン ダブルエックス Ressun Daburuekkusu?) es el título de una serie de novelas ligeras del género yaoi y de su adaptación como un OVA, ambos escritos por Ei Ōnagi. La historia gira en torno a la creciente relación entre Shizuka Morifuji y su compañero de clase y vivienda, Ichitarō Sakura. Las novelas constan de dos volúmenes lanzados en 1993 y 1995, ilustradas por Kaori Monchi. Mientras que su adaptación homónima, lanzada en 1995, fue dirigida por Hiro Rin.

## Argumento
Nota: el argumento que se presenta abajo pertenece al OVA y no a la novela original.
Lo único en lo que el estudiante de secundaria Shizuka Morifuji puede pensar es en acostarse con Ichitarō Sakura y no en los próximos exámenes finales. Sakura y Shizuka viven en una misma casa con sus amigos Junpei, Haruna y su hermano menor, Masato. Este último se ha dado cuenta de los sentimientos que Shizuka siente hacia Sakura y en una conversación que tiene con él le explica que su atracción hacia el muchacho es algo natural. Shizuka, sin embargo, replica diciendo que es algo completamente antinatural, manifiesta su descontento al sentir atracción por Sakura y afirma que se siente fatal al pensar que quiere "hacerlo" con otro chico. Le dice también que ni siquiera sabe si de verdad se encuentra enamorado de él o sólo quiere tener sexo con este, puesto que eso es en lo único en lo que puede pensar. Masato le recomienda probar acostarse con Sakura y Misaki Sakasegawa, una compañera de instituto que podría estar interesada en él. 
Al día siguiente y, tras ver a Sakura hablando animadamente con una muchacha, Shizuka no puede evitar sentirse celoso y trata de convencerse a sí mismo de que Sakura puede salir con quien quiera. Más adelante, ambos jóvenes se encuentran en la playa, donde por impulso comparten un beso. El último día de clases antes de las vacaciones de verano, Sakasegawa invita a Shizuka y ambos salen a conversar en una cafetería, en lo que Sakura los ve y, al igual que Shizuka anteriormente, queda conmocionado por este hecho. Esa misma noche, Sakura confronta a Shizuka y confiesa sentirse atraído por él. Shizuka, creyendo que estar separados era lo mejor para ambos, afirma que sus sentimientos no eran más que curiosidad, lo que provoca que un enfurecido Sakura le golpeé y huya, mientras Shizuka llora en silencio. 
Tras este incidente, Sakura y Shizuka evitan verse lo mínimo posible bajo el pretexto de estudiar, aunque en realidad Shizuka sólo quería tiempo para pensar a solas. Sakura se encuentra con Maekawa, a quien le dice que se siente confundido porque ha besado a alguien y no sabe por qué. Maekawa entonces le pregunta si le daría un beso a ella si se lo pidiera, pero este no puede hacerlo, por lo cual Maekawa le responde que él no es el tipo de persona que besa a alguien solo por curiosidad o diversión, sino que en realidad está enamorado de aquella persona. Luego de esto, Sakura queda pensativo y se pregunta a sí mismo si en verdad está enamorado de su amigo.
Esa misma noche tiene lugar un festival de verano con fuegos artificiales; sin embargo, pero Shizuka no asiste y se va a ver los fuegos artificiales solo a la playa, mientras llora. En un momento dado llega Sakura en su bicicleta, Shizuka le pregunta que hace allí, y este le responde que hay algo en lo que no puede dejar de pensar y que quiere pedirle perdón. Entonces, inmediatamente Shizuka va a abrazarlo y le dice que lo siente, que pensó que si seguían con eso terminarían lastimándose el uno al otro, y que lo único que temía era sentir ese dolor. Ambos terminan mostrando su cariño con un beso. El OVA finaliza con una escena romántica de ambos en la ducha, donde hablan del inicio de una relación amorosa.

## Personajes
Shizuka Morifuji (森藤 静 Morifuji Shizuka?)
Voz por: Nobuo Tobita
Ichitarō Sakura (クラ 一太郎 Sakura Ichitarō?)
Voz por: Jun'ichi Kanemaru
Junpei Higashio (東尾 純平 Higashio Junpei?)
Voz por: Tomohiro Nishimura
Masato (聖人?)
Voz por: Kaneto Shiozawa
Haruna (春な?)
Voz por: Chiharu Suzuka
Misaki Sakasegawa (逆瀬川 岬 Sakasegawa Misaki?)
Voz por: Michie Tomizawa
Maekawa (前川?)
Voz por: Hinako Yoshino

## Media

### Novela
Escritas por Ei Ōnagi e ilustradas por Kaori Monchi, las novelas fueron publicadas por la editorial Seiji Biblos, recopilándose en un total de dos volúmenes:
| Nombre     | Fecha de publicación | ISBN                |
| ---------- | -------------------- | ------------------- |
| Lesson ××  | Agosto de 1993       | ISBN 978-4882711926 |
| Lesson ××2 | Mayo de 1995         | ISBN 978-4882713210 |

### OVA
Una adaptación a OVA producido por el estudio Daiei Co. Ltd, dirigido por Hiro Rin y escrito por Ei Ōnagi fue lanzado en abril de 1995. El tema de cierre utilizado es Itsuka Wakareru Kimi e, escrito por Hirota Takashi, compuesto por Sanada Ojin e interpretado por el grupo Revolver.